# José María Comesaña
José María Comesaña (Mérida, España, 1949-Madrid, España, 2 de septiembre de 1996) fue un periodista español, especializado en cultura y actualidad social.

## Biografía
Sus comienzos profesionales fueron en el mundo de la radio, concretamente en la emisora Radiocadena Española. En 1974 ingresó en Televisión Española, dónde fue locutor de continuidad, y pronto se especializó en crítica cinematográfica.
A lo largo de más de veinte años, desarrolló su profesión en los más variados programas de TVE, desde Revistero (1975-1976), con Tico Medina a Los espectáculos (1979), de Maruja Callaved, junto a Isabel Bauzá, el concurso juvenil Leo contra todos (1984), De siete en siete (1985), De par en par (1991), de Javier Vázquez, Días de cine (1991-1992) y El show de la una (1993).
Entre otros de sus trabajos destaca la retransmisión de la boda de Rocío Jurado, junto a Terelu Campos.
Durante un tiempo se aparta de la televisión, y entre septiembre de 1985 presenta el programa Caliente y frío, junto a Isabel Baeza en la Cadena COPE.
Sus últimos trabajos fueron de la mano de María Teresa Campos, como cronista de sociedad en su programa Pasa la vida (1993-1996), en el que colaboró hasta seis meses antes de su fallecimiento. 